# 約翰斯敦鎮區 (北達科他州大福克斯縣)
約翰斯敦鎮區（英語：Johnstown Township）是位於美國北達科他州大福克斯縣的一個鎮區。

## 地方資料
約翰斯敦鎮區的面積為93.75平方千米，皆為陸地。根據2020年美國人口普查的數據，當地共有人口90人，而人口密度為每平方千米0.96人。